# گوو سیتی (کانزاس)
گوو سیتی (به انگلیسی: Gove City) شهری در ایالت کانزاس کشور ایالات متحده آمریکا است که جمعیت آن در سرشماری سال ۲۰۱۰ میلادی، ۸۰ نفر بوده‌است.